# His Deadly Undertaking
Pour plus de détails, voir Fiche technique et Distribution.
His Deadly Undertaking est un film américain réalisé par Harry McCoy, sorti en 1917.

## Fiche technique
- Titre original : His Deadly Undertaking
- Réalisation : Harry McCoy
- Production : Mack Sennett
- Société de production : Keystone
- Société de distribution : Keystone
- Pays de production :  États-Unis
- Langue originale : anglais
- Format : noir et blanc — 35 mm — 1,37:1 — Film muet
- Genre : Comédie
- Durée : une bobine - 300 m
- Dates de sortie : États-Unis : 11 février 1917
- Licence : domaine public

## Distribution
- Harry Gribbon
- Harry McCoy